# Tribune (stadion)

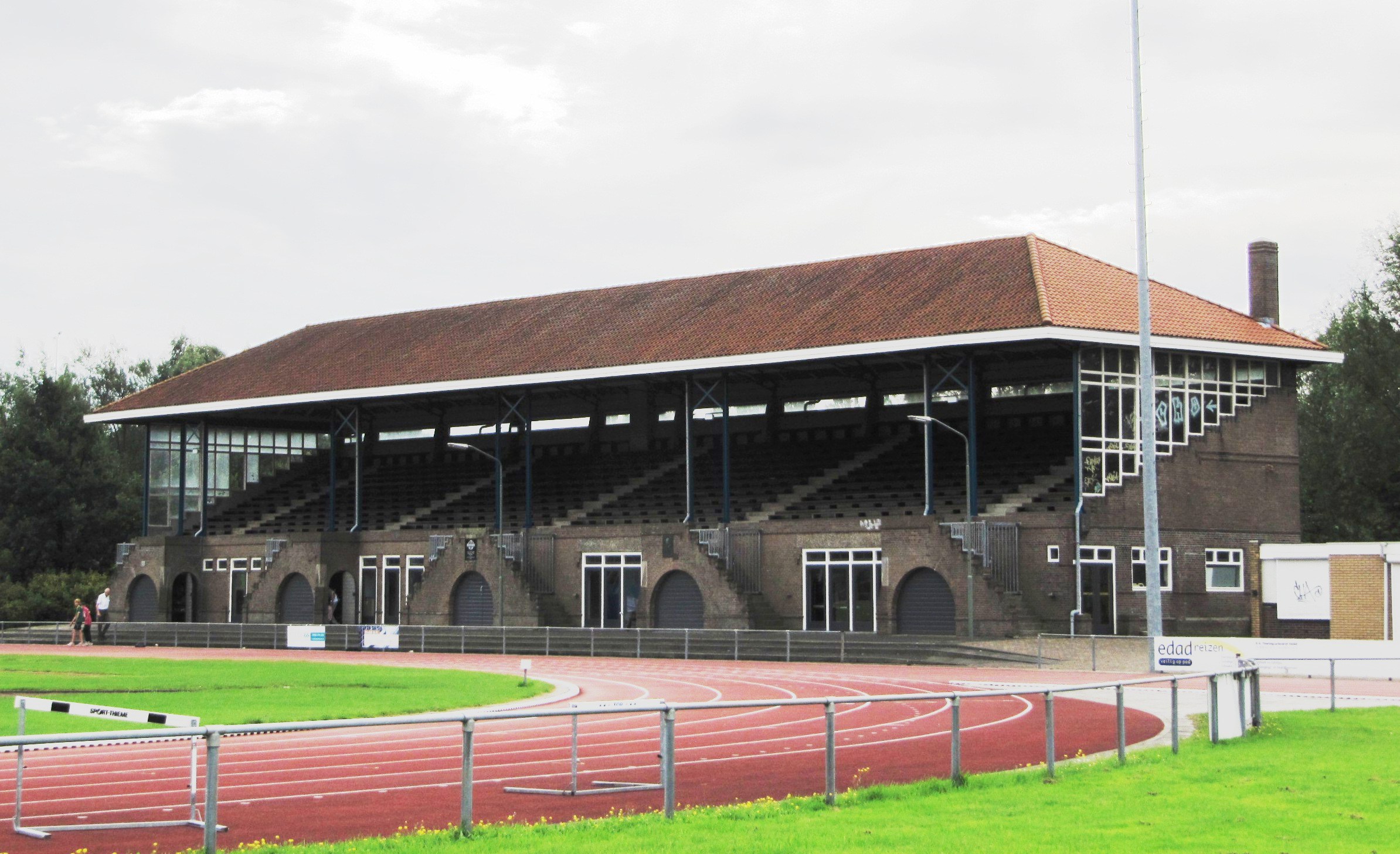
Zittribune Halmaheiraplein te Dordrecht, de tribune is de enige in Nederland met een met pannen gedekt schilddak.

Een tribune is een stellage, bedoeld om bezoekers naar een evenement - bijvoorbeeld een sportwedstrijd - te laten kijken. Het belangrijke voordeel van een tribune is dat hij aan de achterzijde hoger is, zodat de achterste toeschouwers over de hoofden van de voorste toeschouwers kunnen kijken.
Een tribune kan overdekt zijn, maar dat hoeft niet. De zitplekken kunnen bestaan uit individuele stoelen met rugleuning of simpele houten planken. Er zijn ook staantribunes met enkel staanplaatsen.
Een tribune kan permanent aanwezig zijn of mobiel.
De permanente zitplaatsen in een theater of concertzaal vormen eigenlijk ook een tribune, maar daar worden ze meestal niet zo genoemd.

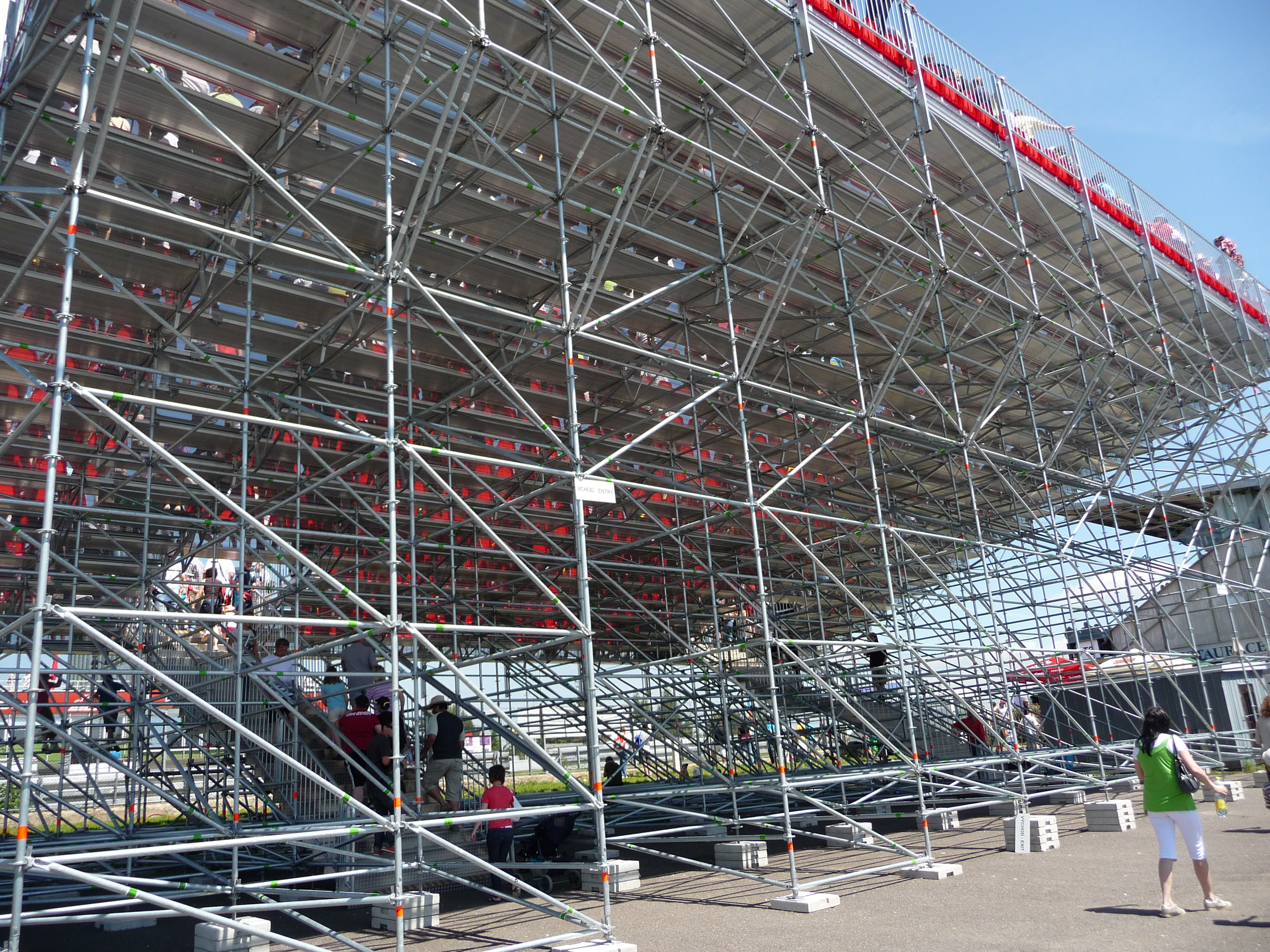
Ondersteunende stellage van een tribune
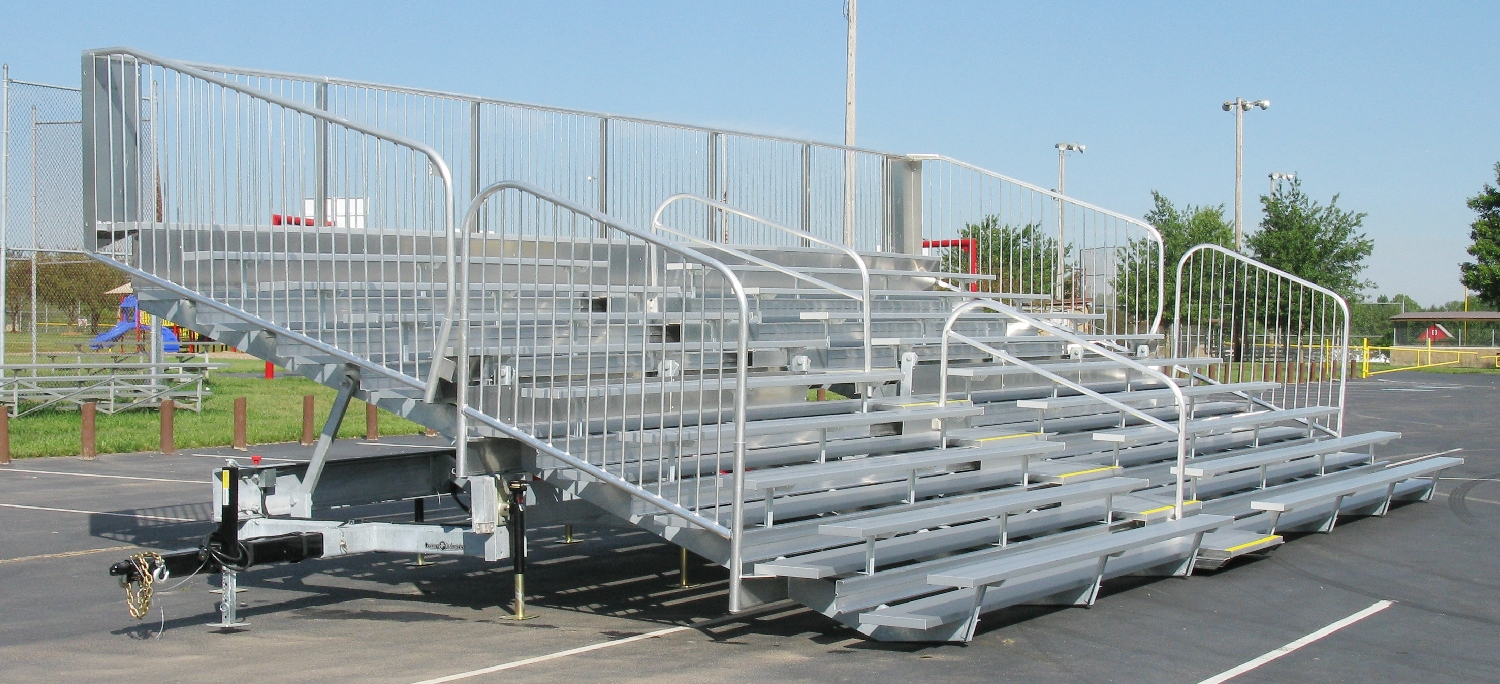
Mobiele tribune